# Anisoneura inermis
Anisoneura inermis är en fjärilsart som beskrevs av Willie Horace Thomas Tams 1924. Anisoneura inermis ingår i släktet Anisoneura och familjen nattflyn. Inga underarter finns listade i Catalogue of Life.